# عبد الرحمن مرتضانوف
عبد الرحمن مرتضانوف (بالروسية: Абдурахман Мартазанов) (و.1956 – ت.11 أبريل 2020) مفتي جمهورية إنغوشيا الروسية. وهو المفتي الأول في العالم الإسلامي الذي يُتوفى بعد إصابته بمرض فيروس كورونا.